# Lesina Marina
Marina di Lesina è una frazione balneare del comune di Lesina, in Puglia.

## Storia
Marina di Lesina nasce come località turistica a partire dal '60 tramite un accordo tra alcuni privati e il comune di Lesina al fine di realizzare una zona turistico-residenziale sull'area di 1199267 m². Nei periodi di luglio e agosto può ospitare oltre trentamila turisti, con punte massime di circa cinquantamila. 
Le isole Tremiti sono raggiungibili da Marina di Lesina con imbarcazioni private o mediante escursioni organizzate.
In zona centrale sorge un moderno anfiteatro per spettacoli all'aperto ed è stato realizzato un percorso ciclo-pedonale, lungo circa novecento metri, che consente di connettere i luoghi del lungo canale ed è dedicato alla mobilita ciclabile, al footing e alle passeggiate. 
All'ingresso della località è presente l'Acquafantasy, uno dei parchi acquatici più grandi del sud Italia.
Marina di Lesina è situata all'interno del Parco Nazionale del Gargano a ridosso di un lungo tratto di spiaggia su cui sorgono stabilimenti balneari seguiti da spiaggia libera.
Nella frazione si trova il lago di Lesina, separato dal mare da un lembo di terra conosciuto come Bosco Isola, esempio di macchia mediterranea lungo 15 km.
All'interno del Bosco Isola, tra le sue dune, è possibile raggiungere una tra le antiche torri costiere garganiche: Torre Scampamorte. È una costruzione facente parte delle strutture di avvistamento Aragonesi resistita ad un maremoto del 1627.
Situata in corrispondenza della vecchia foce del fiume Fortore c'è Torre Fortore, altra antica torre costiera di Lesina. Dalla fine del 1700 a seguito di piene si creava una nuova foce e gli approdi della Torre Fortore e di Acquarotta, detti appunto porti, venivano utilizzati per spedire mercanzie a San Severo, a Foggia, a Napoli e a Salerno.
Tra il mare e Bosco isola vi è la Laguna di Lesina, con dune ricavate dal deposito di sabbia marina. Questa laguna è uno specchio d'acqua alto pochi metri dove sono soliti svernare alcune specie di uccelli tra cui i fenicotteri rosa.
A Marina di Lesina è inoltre presente un antico sito geologico, Punta Pietre Nere costituito da rocce magmatiche risalenti a 300 milioni di anni fa originatesi da un'eruzione di magma proveniente dalla crosta terrestre. In questo punto è presente un porticciolo peschereccio che nel 2020 è stato interessato da lavori di implementamento.

## Galleria d'immagini

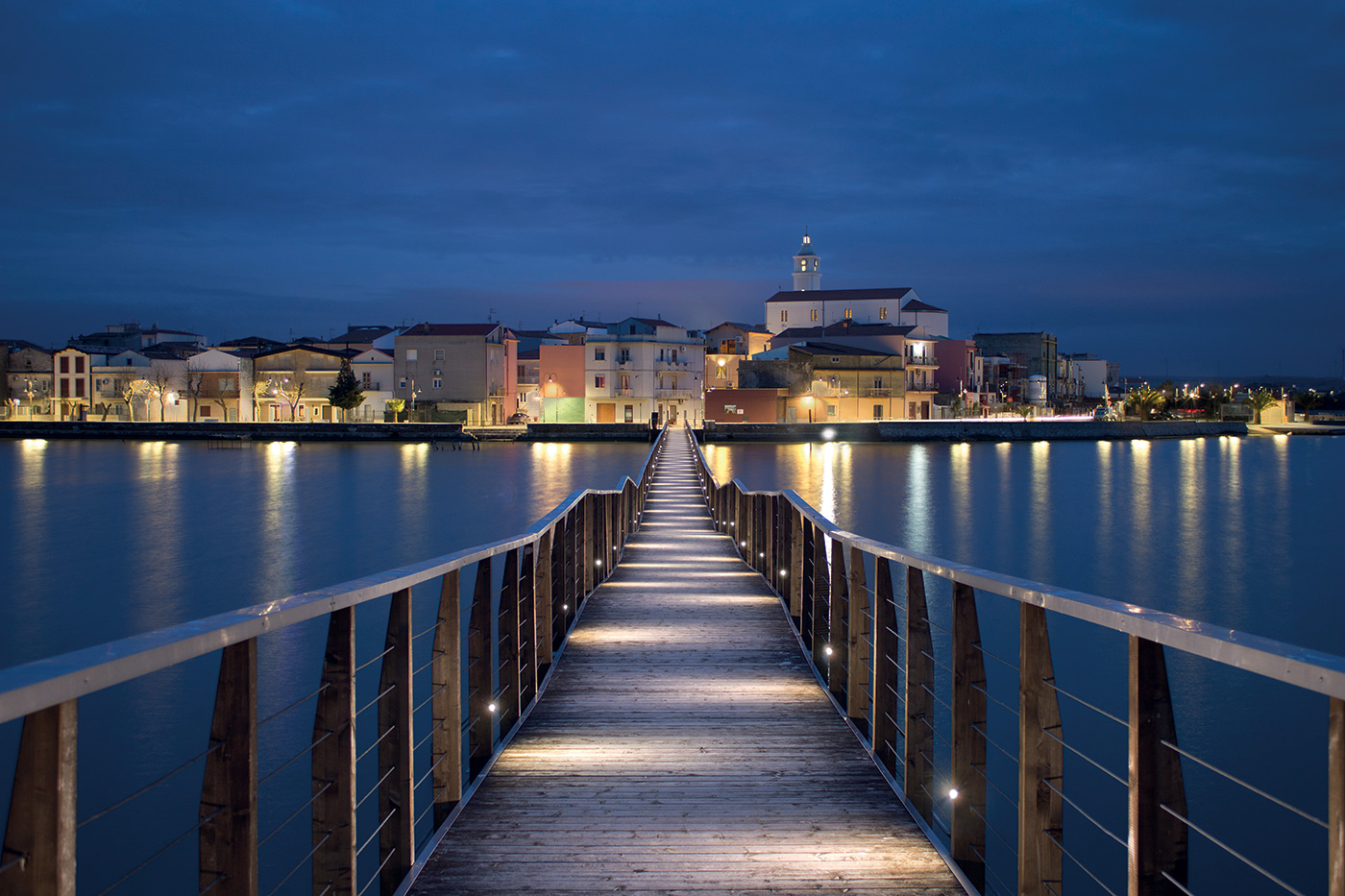
Pontile sul Lago di Lesina
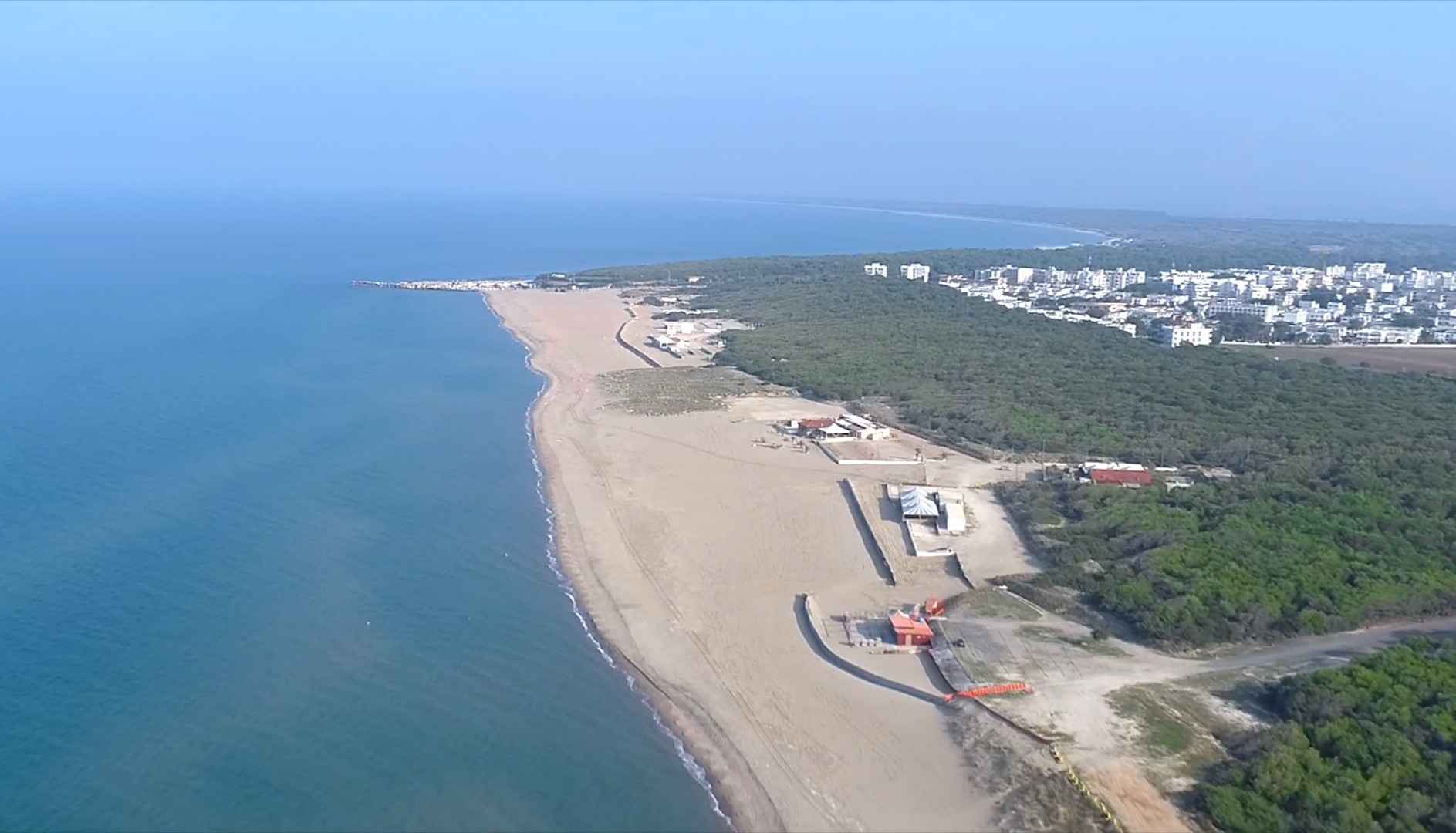
Panorama di Marina di Lesina
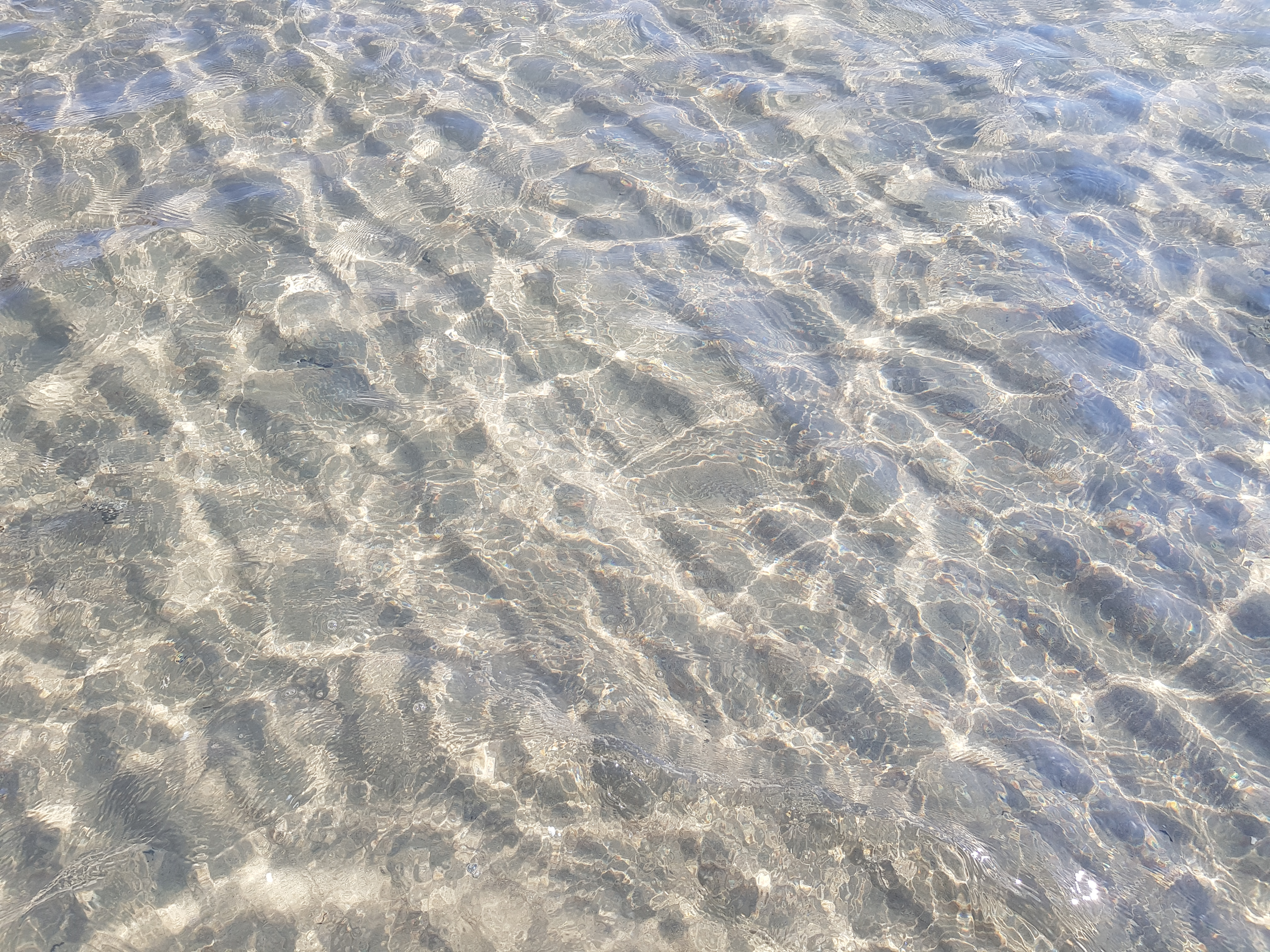
Spiaggia di Marina di Lesina